# Nazionale maschile under 21 di calcio dell'Islanda
La nazionale di calcio islandese Under-21 è la rappresentativa calcistica Under-21 dell'Islanda ed è posta sotto l'egida della KSÍ. La squadra partecipa al campionato europeo di categoria che si tiene ogni due anni.

## Storia
Dal 1978 al 2009 la squadra non si è mai qualificata per le finali dei tornei.
Alla fine del 2010, la squadra ha sigillato la qualificazione ai campionati per la prima volta nella loro storia. Durante la fase di qualificazione sono arrivati secondi nel loro girone dietro la Repubblica Ceca e si sono qualificati per i playoff tra le migliori seconde classificate.
La vittoria con più gol di scarto è stata quella casalinga per 4-1 contro Germania. Nella fase successiva hanno giocato contro la Scozia in una doppia sfida in cui hanno vinto 4-2 nel complessivo delle due partite.
La loro straordinaria campagna di qualificazione li ha visti qualificarsi per la fase finale, dove sono stati sorteggiati contro Bielorussia, Danimarca e Svizzera nel Gruppo A. Nelle prime due partite del girone sono stati comodamente battuti da Bielorussia e Svizzera. Nell'ultima partita del girone hanno sconfitto la Danimarca, che ospitava il torneo per 3-1. L'Islanda concluse al terzo posto nel girone, a pari punti con le squadre seconde e quarte classificate.

## Partecipazioni ai tornei internazionali

### Europeo U-21
- 1978: Non partecipante
- 1980: Non partecipante
- 1982: Non partecipante
- 1984: Non qualificata
- 1986: Non qualificata
- 1988: Non qualificata
- 1990: Non qualificata
- 1992: Non qualificata
- 1994: Non qualificata
- 1996: Non qualificata
- 1998: Non qualificata
- 2000: Non qualificata
- 2002: Non qualificata
- 2004: Non qualificata
- 2006: Non qualificata
- 2007: Non qualificata
- 2009: Non qualificata
- 2011: Primo turno
- 2013: Non qualificata
- 2015: Non qualificata
- 2017: Non qualificata
- 2019: Non qualificata
- 2021: Primo turno

## Tutte le Rose

### Europei
Campionato d'Europa Under-21 UEFA 20111 Björnsson, 2 Friðgeirsson, 3 Eyjólfsson, 4 Jónsson, 5 Valgarðsson, 6 Bjarnason, 7 Guðmundsson, 8 Viðarsson, 9 Gíslason, 10 Sigurðsson, 11 Smárason, 12 Ó. Pétursson, 13 Helgason, 14 Valdimarsson, 15 Ormarsson, 16 Kristjánsson, 17 Gunnarsson, 18 Jóhannesson, 19 Sigþórsson, 20 A.D. Pétursson, 21 Finnbogason, 22 Sigurðarson, 23 Fjóluson, CT: Sverrisson
Campionato d'Europa Under-21 UEFA 20211 E. R. Ólafsson, 2 Pálmason, 3 Friðriksson, 4 Þorkelsson, 5 Í. Ó. Ólafsson, 6 Hauksson, 7 Jóhannesson, 8 Baldursson, 9 S. T. Þórðarson, 10 Anderson, 11 Þorsteinsson, 12 Valdimarsson, 13 P. Gunnarsson, 14 B. D. Willumsson, 15 Ingimundarson, 16 H. I. Gunnarsson, 17 Guðjohnsen, 18 W. Þ. Willumsson, 19 Bjarkason, 20 Finnsson, 21 Helgason, 22 K. Þórðarson, 23 Leifsson, CT: Jónasson

## Rosa attuale
Lista dei 26 calciatori convocati per il doppio incontro valido per le qualificazioni al Campionato europeo di calcio Under-21 2019 contro Estonia (6 settembre) e Slovacchia (11 settembre).
Presenze e reti aggiornate al 29 maggio 2018.
|  | P | Frederik Schram               | 19 gennaio 1995   | 3  | 0 | FC Roskilde |  |  |
|  | P | Rúnar Alex Rúnarsson          | 18 febbraio 1995  | 0  | 0 | Digione     |  |  |
|  | P | Sindri Kristinn Ólafsson      | 19 gennaio 1997   | 0  | 0 | Keflavik ÍF |  |  |
|  |   |                               |                   |    |   |             |  |  |
|  | D | Daníel Leó Grétarsson         | 2 ottobre 1995    | 13 | 0 | Aalesund    |  |  |
|  | D | Adam Örn Arnarson             | 27 agosto 1995    | 8  | 0 | Aalesund    |  |  |
|  | D | Böðvar Böðvarsson             | 9 aprile 1995     | 4  | 0 | Jagiellonia |  |  |
|  | D | Sindri Scheving               | 19 novembre 1997  | 2  | 0 | Víkingur    |  |  |
|  | D | Hans Viktor Gudmundsson       | 9 settembre 1996  | 4  | 0 | Fjölnir     |  |  |
|  | D | Orri Sveinn Stefánsson        | 20 febbraio 1996  | 7  | 0 | Fylkir      |  |  |
|  | D | Steinar Thorsteinsson         | 6 dicembre 1997   | 7  | 0 | ÍA Akraness |  |  |
|  | D | Aron Mar Brynjarsson          | 4 novembre 1998   | 8  | 0 | Víkingur    |  |  |
|  | D | Torfi Tímoteus Gunnarsson     | 31 gennaio 1999   | 1  | 0 | Fjölnir     |  |  |
|  | D | Arnór Breki Ásþórsson         | 8 febbraio 1998   | 2  | 0 | Fjölnir     |  |  |
|  |   |                               |                   |    |   |             |  |  |
|  | C | Júlíus Magnússon              | 28 giugno 1998    | 6  | 0 | Heerenveen  |  |  |
|  | C | Aron Þrándarson               | 10 novembre 1994  | 6  | 0 | Aalesund    |  |  |
|  | C | Viktor Karl Einarsson         | 30 gennaio 1997   | 10 | 0 | IFK Värnamo |  |  |
|  | C | Samúel Kári Friðjónsson       | 22 febbraio 1996  | 3  | 0 | Vålerenga   |  |  |
|  | C | Guðmundur Tryggvason          | 4 novembre 1999   | 5  | 0 | Start       |  |  |
|  | C | Arnór Sigurðsson              | 15 maggio 1999    | 0  | 0 | CSKA Mosca  |  |  |
|  | C | Davíd Kristján Ólafsson       | 15 maggio 1995    | 4  | 1 | Breiðablik  |  |  |
|  |   |                               |                   |    |   |             |  |  |
|  | A | Albert Guðmundsson            | 15 giugno 1997    | 4  | 3 | PSV         |  |  |
|  | A | Ævar Ingi Jóhannesson         | 31 gennaio 1995   | 5  | 2 | Stjarnan    |  |  |
|  | A | Tryggvi Haraldsson            | 30 settembre 1996 | 10 | 1 | Halmstad    |  |  |
|  | A | Ásgeir Sigurgeirsson          | 11 dicembre 1996  |    | 3 | KA Akureyri |  |  |
|  | A | Birnir Snær Ingason           | 4 febbraio 1996   | 2  | 0 | Fjölnir     |  |  |
|  | A | Thórdur Thorsteinn Thórdarson | 22 febbraio 1995  | 0  | 0 | ÍA Akraness |  |  |
|  | A | Arnór Gauti Ragnarsson        | 4 febbraio 1997   | 6  | 4 | Breiðablik  |  |  |

## Staff tecnico
- Commissario Tecnico:  Arnar Viðarsson
- Vice-Allenatore:  Eiður Guðjohnsen
- Preparatore dei portieri:
- Fisioterapista:
- Fisioterapista:
- Preparatore atletico:
- Medico sociale:

## Record individuali

### Record di presenze
Al 12 Novembre 2020, i 20 giocatori con più presenze sono:
| Rank | Nome                   | Periodo   | Presenze | Reti |
| ---- | ---------------------- | --------- | -------- | ---- |
| 1    | Alfons Sampsted        | 2017–     | 29       | 1    |
| 2    | Hólmar Örn Eyjólfsson  | 2007–2012 | 27       | 2    |
| 3    | Bjarni Viðarsson       | 2005–2011 | 26       | 6    |
| 4    | Birkir Bjarnason       | 2006–2011 | 25       | 3    |
| 5    | Orri Sigurður Ómarsson | 2013–2016 | 21       | 0    |
| 6    | Jón Dagur Þorsteinsson | 2017–     | 20       | 5    |
| 7    | Pétur Marteinsson      | 1992–1995 | 19       | 0    |
| 7    | Bjarni Guðjónsson      | 1996–2001 | 19       | 4    |
| 7    | Ómar Jóhannsson        | 2000–2003 | 19       | 0    |
| 7    | Rúrik Gíslason         | 2005–2011 | 19       | 6    |
| 7    | Haraldur Björnsson     | 2007–2011 | 19       | 0    |
| 12   | Sigurvin Ólafsson      | 1995–1997 | 18       | 5    |
| 12   | Hjörtur Hermannsson    | 2013–2016 | 18       | 2    |
| 12   | Axel Óskar Andrésson   | 2015–     | 18       | 3    |
| 15   | Arnar Viðarsson        | 1996–1999 | 17       | 0    |
| 15   | Reynir Leósson         | 1998–2001 | 17       | 0    |
| 15   | Indriði Sigurðsson     | 1999–2002 | 17       | 0    |
| 15   | Helgi Valur Daníelsson | 2000–2003 | 17       | 1    |
| 15   | Rúnar Alex Rúnarsson   | 2013–2016 | 17       | 0    |
| 15   | Alex Þór Hauksson      | 2017–     | 17       | 1    |

### Record di reti
Al 12 Novembre 2020, i 20 giocatori con più gol sono:
| Rank | Nome                    | Periodo   | Reti | Presenze | Reti a partita |
| ---- | ----------------------- | --------- | ---- | -------- | -------------- |
| 1    | Emil Atlason            | 2012–2014 | 8    | 12       | 0.67           |
| 2    | Hannes Sigurðsson       | 2002–2005 | 7    | 14       | 0.50           |
| 3    | Gylfi Sigurðsson        | 2007–2011 | 6    | 14       | 0.43           |
| 3    | Jóhann Berg Guðmundsson | 2008–2011 | 6    | 14       | 0.43           |
| 3    | Albert Guðmundsson      | 2015–2018 | 6    | 15       | 0.40           |
| 3    | Rúrik Gíslason          | 2005–2011 | 6    | 19       | 0.32           |
| 3    | Bjarni Viðarsson        | 2005–2011 | 6    | 26       | 0.23           |
| 8    | Eyjólfur Sverrisson     | 1988–1989 | 5    | 5        | 1.00           |
| 8    | Hólmbert Friðjónsson    | 2012–2014 | 5    | 10       | 0.50           |
| 8    | Alfreð Finnbogason      | 2009–2011 | 5    | 11       | 0.45           |
| 8    | Sveinn Aron Guðjohnsen  | 2018–     | 5    | 14       | 0.36           |
| 8    | Sigurvin Ólafsson       | 1995–1997 | 5    | 18       | 0.28           |
| 8    | Jón Dagur Þorsteinsson  | 2017–     | 5    | 20       | 0.25           |